# Eiji Ueda
Eiji Ueda (jap. 上田栄治 Ueda Eiji; ur. 22 grudnia 1953 w Chibie) – japoński piłkarz, grający na pozycji napastnika, trener piłkarski.

## Kariera piłkarska

### Kariera klubowa
W 1976 rozpoczął karierę piłkarską w Fujita Industries, w którym występował do 1983.

## Kariera trenerska
W latach 1984–1991 trenował Fujita Industries. Potem pracował w Japońskim Związku Piłki Nożnej. W 1999 kierował jako dyrektor Bellmare Hiratsuka. Od 2000 do 2002 prowadził reprezentację Makau. Potem pracował na stanowisku selekcjonera żeńskiej reprezentacji Japonii. W latach 2004–2006 trenował Shonan Bellmare.
Potem pełnił funkcję przewodniczącego sekcji kobiet Japońskiego Związku Piłki Nożnej.

## Nagrody i odznaczenia

### Sukcesy klubowe
- mistrz Japonii: 1977, 1979, 1981
- zdobywca Emperor's Cup: 1977, 1979

### Sukcesy trenerskie
- finalista Emperor's Cup: 1985, 1987
- mistrz JSL2: 1991